# Вертикальний механізм передачі інфекції
Вертикальний механізм передачі інфекції (англ. vertical, or transplacental, or placental, or mother-to-child transmission; також трансплацентарний або плацентарний механізм передачі інфекції, часто також передача від матері до дитини) — медичний термін, який використовують в епідеміології, вченні про інфекційні хвороби, акушерстві і педіатрії; один з видів механізму передачі інфекції, коли передача патогену відбувається від матері до плода через плаценту. Плацентарний бар'єр, який хоч і не проникний в нормі для більшості мікроорганізмів, але деякі з них здатні його долати. Рідше цей механізм реалізується під час пологів, з грудним молоком, через яйцеклітину. У класичній епідеміології під вертикальною передачею розуміють передачу патогену статевими клітинами.

## Проблематика визначення
Щодо вертикального механізму передачі збудників існує декілька точок зору. Деякі автори під цим механізмом розуміють лише гематогенно-трансплацентарне інфікування плода. Висловлюється думка, що вертикальний механізм визначає інфікування плода тільки до пологів, тоді як зараження під час пологів є варіантом контактної горизонтальної передачі інфекції. У деяких медичних джерелах цей механізм невиправдано відносять лише до групи перинатальних інфекцій — тобто таких, що можуть відбуватися у період від 22 повних тижнів вагітності до 7-го дня від народження дитини. Зустрічається розширене тлумачення вертикального механізму, коли в це поняття включають не тільки інфікування плода в антенатальному та інтранатальному періодах, але і зараження новонароджених від матері при годуванні грудьми і навіть при догляді. Все ж таки з найбільшою ймовірністю визначено, що вертикальний механізм є передача збудників протягом всього періоду внутрішньоутробного розвитку, тобто від зачаття до появи новонародженого.

## Шляхи і фактори передачі
Виділяють чотири варіанти вертикальної передачі збудників:
- гермінативний (зародковий),
- гематогенно-трансплацентарний,
- навколоплодно-контамінаційний, включаючи висхідний шлях через вагін і матку,
- інтранатальний (безпосередньо під час пологів).

На сьогодні вертикальну передачу також часто уточнюють як:
- пренатальну — трансплацентарну (через плаценту);

Зараження відбувається як від матерів, хворих на гостру форму, так й хронічну, а також носіїв.
- інтранатальну;

Інтранатальне зараження дитини відбувається під час пологів при проходженні через родові шляхи, коли шкіра дитини значно пошкоджується. Є припущення про можливе зараження і в цей момент у результаті заковтування або аспірації навколоплідних вод, в яких є певні збудники. Крім того, припускають, що різке стиснення матки в процесі пологів може призвести до потрапляння збудників з материнської крові в кровоносну систему плода. Як доказ наводять дані про відсутність інфікування новонароджених дітей після того, як їхнім матерям, які точно мали в собі певного збудника, було зроблено кесарів розтин.
- постнатальну — після пологів, під час уходу за дитиною та / або при його годуванні грудьми.

Постнатальне зараження після пологів при тісному контакту з матір'ю відбувається рідше, ніж при інших видах вертикальної передачі, що перш за все пов'язано з тим, що більшість дітей інфікуються під час пологів.

## Хвороби, що передаються цим механізмом
- Torch-інфекції, які включають:

- токсоплазмоз,
- гепатит B,
- інфекції, які спричинюють віруси Коксакі,
- сифіліс,
- вітряна віспа,
- ВІЛ-інфекція,
- хламідіоз,
- інфекція, яку спричинює парвовірус В19 (інфекційна еритема,
- краснуха,
- цитомегаловірусна інфекція,
- простий герпес;

- хвороби, які спричинює вірус папіломи людини;
- гепатит В;
- гепатит С;
- інші герпесвірусні інфекції;
- хвороба, яку спричинює вірус Зіка;
- лістеріоз;
- хвороба Лайма;
- гонорея;
- хвороба, яку спричинює Ureaplasma urealyticum;
- хвороби, які спричинюють стрептококи;
- хвороби, які спричинюють стафілококи;